# Schitul Mironești
Schitul Mironești este un așezământ monahal ortodox de călugărițe din România situat în satul Mironești din comuna Gostinari județul Giurgiu, metoc al Mănăstirii Comana. Aparține de Episcopia Giurgiului (Mitropolia Munteniei și Dobrogei) și, are hramurile Sfântul Nicolae și Sfânta Teodora Împărăteasa Bizanțului.
Biserica Sfântul Nicolae figurează ca monument de arhitectură de interes național cu codul LMI  GR-II-m-A-15039, în Lista actualizată (octombrie 2010) a monumentelor istorice înscrise în patrimoniul cultural național al României.

## Date istorice și arhitecturale
Biserica este ctitoria Doamnei Ilinca, soția postelnicului Constantin Cantacuzino și, a fiilor săi Constantin Vel Stolnic și Mihai Vel Spătar. Inscripția de deasupra ușii de intrare arată că aceasta a fost ridicată în perioada 3 mai - 18 septembrie 1668. Planul edificiului este în formă de navă, cu ziduri groase de un metru. Turla este așezată deasupra pridvorului. Se mai păstrează încă vechea pictură. Tâmpla de zid este împodobită cu picturi de aceeași vechime. Ancadramentele ușilor și ferestrelor sunt din piatră și sunt împodobite cu ornamente florale sculptate.